# Třída Cincinnati
Třída Cincinnati (někdy též třída Raleigh) byla třída chráněných křižníků námořnictva Spojených států amerických. Třídu tvořily dvě jednotky, pojmenované Cincinnati a Raleigh. Ve službě byly v letech 1894–1921.

## Stavba
Objednány byly roku 1888. Celkem byly postaveny dvě jednotky této třídy, zařazené do služby roku 1894. První postavila loděnice New York Navy Yard v Brooklynu a druhý loděnice Norfolk Navy Yard v Portsmouthu.
Jednotky třídy Cincinnati:
| Jméno                | Loděnice           | Založení kýlu | Spuštěna           | Vstup do služby | Poznámka      |
| -------------------- | ------------------ | ------------- | ------------------ | --------------- | ------------- |
| USS Cincinnati (C-7) | New York Navy Yard | 1890          | 11. listopadu 1892 | 16. června 1894 | Vyřazen 1921. |
| USS Raleigh (C-8)    | Norfolk Navy Yard  | 1889          | 31. března 1892    | 17. dubna 1894  | Vyřazen 1921. |

## Konstrukce

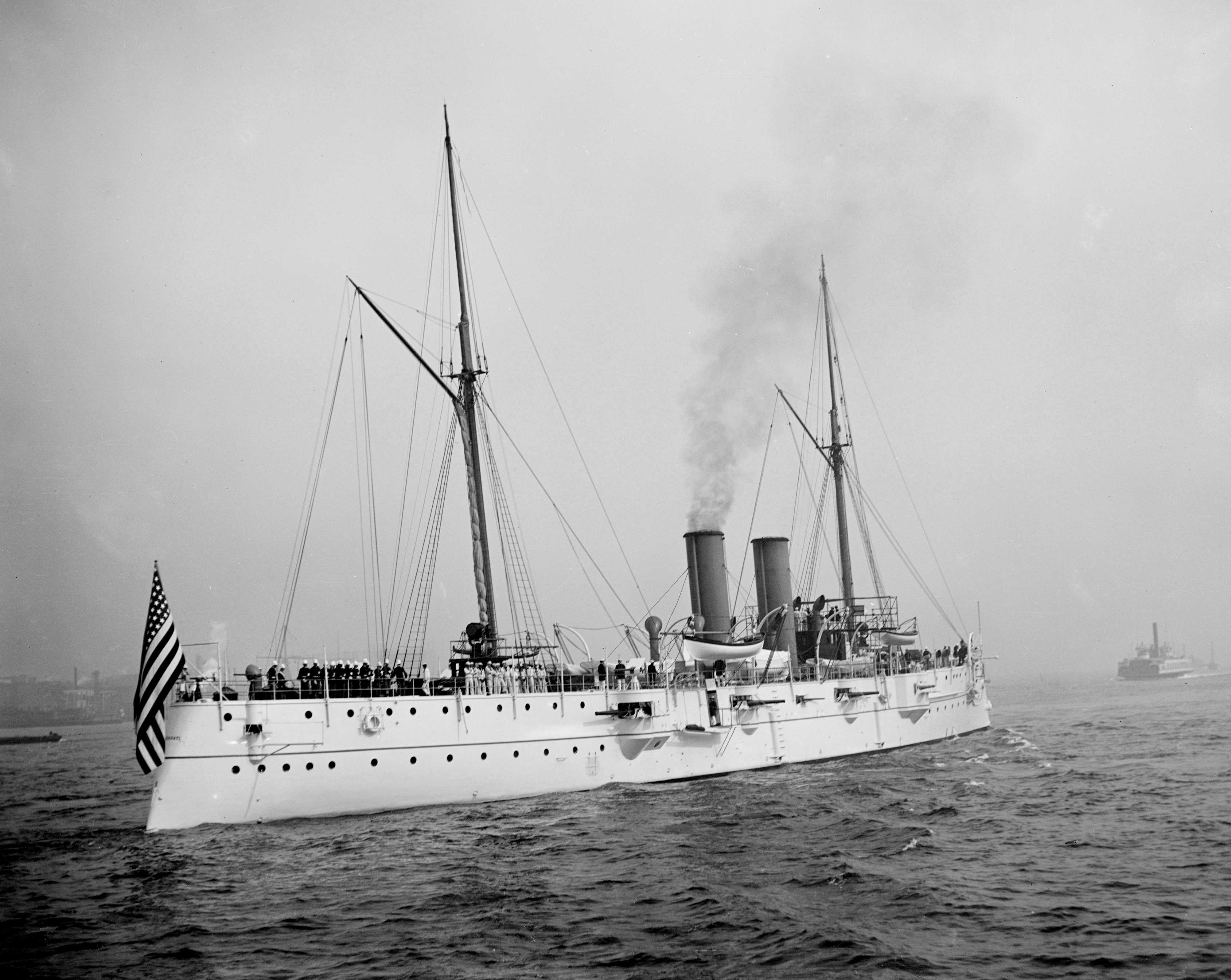
USS Cincinnati (C-7)

Hlavní výzbroj třídy tvořil jeden 152mm kanón, deset 127mm kanónů, osm 57mm kanónů, dva 37mm kanóny a čtyři 450mm torpédomety. Pohonný systém tvořilo šest kotlů a parní stroje o výkonu 10 000 hp. Lodní šrouby byly dva. Nejvyšší rychlost dosahovala 19 uzlů. Dosah byl 10 700 námořních mil při rychlosti 10 uzlů.

## Služba
Oba křižníky byly nasazeny roku 1898 ve španělsko-americké válce. Zatímco křižník Raleigh se účastnil bitvy v Manilské zátoce, jeho sesterská loď Cincinnati se účastnila kubánské kampaně.